# Tridenchthonius addititius
Espèce
Tridenchthonius addititius est une espèce de pseudoscorpions de la famille des Tridenchthoniidae.

## Distribution
Cette espèce se rencontre à Sao Tomé-et-Principe et au Ghana.

## Publication originale
- Hoff, 1950 : A new species and some records of Tridenchthoniid Pseu-doscorpions. Annals of the Entomological Society of America, vol. 43, p. 534-536.